# Amanpour
Amanpour (estilizado como Amanpour.) é um programa de televisão de entrevistas sobre assuntos globais, apresentado por Christiane Amanpour, transmitindo nas noites da semana na CNN International.
O programa também é exibido na CNN Brasil a partir de 16 de março de 2020, e na CNN Filipinas, por meio de tape-delay ocasionalmente desde 20 de agosto de 2016, quando os assuntos filipinos em termos de contexto global são abordados pelo programa. O programa relançou em tempo integral no canal em 2018.

## Formato
O programa durante a semana tem três blocos. O primeiro é chamado de "The Brief", ou "O Resumo", no qual Amanpour conta uma história de uma perspectiva diferente, e frequentemente acrescenta suas experiências pessoais. O segundo bloco é tipicamente uma entrevista com um repórter ou político de destaque, enquanto o bloco final é chamado "Imagine a World", ou "Imagine um Mundo", que é o pensamento final de Amanpour sobre um tópico que não foi discutido no programa.
Quando Amanpour está reportando em campo, ela ancora todo o programa remotamente.

### Entrevistas
O programa apresentou várias entrevistas de alto nível, incluindo Joko Widodo, Robert Mugabe, Jacob Zuma, rainha Rania da Jordânia, autor do Filho do Hamas Mosab Hassan Yousef, ministro da defesa de Israel Ehud Barak, uma rara entrevista conjunta com a Secretária de Estado Hillary Clinton e Secretário de Defesa Bob Gates, uma entrevista conjunta sem precedentes com os embaixadores da ONU na Índia, Afeganistão e Paquistão, Mohamed ElBaradei, Hans Blix, Secretário Geral da OTAN General Rasmussen. McChrystal, a primeira entrevista conjunta com Tina Brown e Harold Evans, General David Petraeus e o então vice-presidente, agora ex-presidente da Nigéria, Goodluck Jonathan.

## História
Amanpour estreou em 21 de setembro de 2009 na CNN International. Ele vai ao ar durante a semana na CNN International e aos domingos na CNN/EUA. A primeira exibição do programa terminou em abril de 2010, depois que Amanpour saiu da CNN para sediar o programa This Week na rede americana ABC.
Ao retornar à rede em 2011, a CNN International relançou o Amanpour. A série retornou em 16 de abril de 2012 e foi ao ar nos dias úteis durante a tarde na América do Norte e durante o horário nobre na Europa.
Em novembro de 2015, Amanpour começou a ser exibido na CNN nos EUA durante a semana.
Em 20 de agosto de 2016, o Amanpour também foi ao ar na CNN Filipinas por tape-delay, ou atraso de fita, mas foi retirado uma semana depois de estrear na programação local da rede por razões desconhecidas. Ele finalmente retornou em 31 de agosto de 2016, embora o programa fosse transmitido ocasionalmente quando os assuntos filipinos que afetam o cenário global são apresentados. O programa foi relançado em período integral em 1 de janeiro de 2018, substituindo os horários anteriormente ocupados pela Global Newsroom da franquia local e pela edição no início da noite do Sports Desk (ambos foram cancelados devido à reorganização da rede); estendendo, assim, sua cobertura a outras questões internacionais anteriormente mencionadas no primeiro.
Em 4 de dezembro de 2017, foi anunciado que Amanpour iria ao ar pela PBS como um substituto temporário para Charlie Rose, depois de alegações de assédio sexual contra Rose levaram ao cancelamento de seu programa. O show na PBS foi nomeado como Amanpour on PBS. Em 8 de maio de 2018, a PBS confirmou que o programa, intitulado Amanpour & Company, seria o substituto oficial de Charlie Rose e o novo programa começou a ser exibido em 10 de setembro de 2018.
Christiane Amanpour ganhou o prêmio de Personalidade da Televisão do Ano pelo programa em 2015 no AIB Media Excellence Awards. Ela também ganhou no Gracie Awards em 2016 para o melhor Talk Show - Notícias.
Em 10 de setembro de 2018, como parte de uma reformulação da formação de horário nobre da CNN International na Europa, Amanpour mudou-se para o horário de 19:00 CET/18.00 (no Reino Unido) e se expandiu para ser um show de uma hora.
Em 16 de março de 2020, o programa iniciou sua transmissão diária na CNN Brasil, com legendas em português.

## Recepção
Amanpour recebeu críticas geralmente positivas de críticos de televisão e pais de crianças pequenas. Mattie Kahn, da Elle, escreveu: "Carismático e brilhante".